# 색 수별 기 목록

## 1색 이하
- 리비아의 국기 (1977년 ~ 2011년)
- [[파일:{{{국기그림-780}}}|22x20px|border |모로코|링크=모로코]]  모로코의 국기 (1666년 ~ 1915년)
- [[파일:{{{국기그림-1300}}}|22x20px|border |미얀마|링크=미얀마]] 미얀마의 국기 (1300년 ~ 1500년)
- [[파일:{{{국기그림-1820A}}}|22x20px|border |바레인|링크=바레인]] 바레인의 국기 (1820년 이전)
- 사우디아라비아의 국기 (헤자즈에서만 사용, 1916년 ~ 1917년)
- 오만의 국기 (1650년 ~ 1820년)
- 오스만 제국의 국기 (1299년 ~ 1453년)
- 녹기
- 백기
- 적기
- 흑기

## 2색
- [[파일:{{{국기그림-1808}}}|22x20px|border |교황령|링크=교황령]] 교황령의 국기 (18세기 이전 ~ 1870년)
- 그리스의 국기
- 그루지야 소비에트 사회주의 공화국의 국기 (1951년 ~ 1990년)
- 그린란드의 국기
- 극동 공화국의 국기 (1920년 ~ 1922년)
- 나이지리아의 국기
- 남극의 국기
- 나쇼날 샘링
- 덴마크의 국기
- 라오스 왕국의 국기 (1952년 ~ 1975년)
- 라트비아의 국기
- 마다가스카르의 국기 (1810년 ~ 1897년)
- 마라타 왕국 (1674년 ~ 1818년)
- 마케도니아 공화국의 국기
- 모나코의 국기
- [[파일:{{{국기그림-1073}}}|22x20px|border |모로코|링크=모로코]][[파일:{{{국기그림-1258}}}|22x20px|border |모로코|링크=모로코]] 모로코의 국기
- 모리타니의 국기
- [[파일:{{{국기그림-1919}}}|22x20px|border |몽골|링크=몽골]] 몽골의 국기 (1919년 ~ 1924년, 1924년 ~ 1940년)
- 미크로네시아 연방의 국기
- [[파일:{{{국기그림-1820B}}}|22x20px|border |바레인|링크=바레인]] 바레인의 국기
- 방글라데시의 국기
- [[파일:{{{국기그림-베트민}}}|22x20px|border |베트남 민주공화국|링크=베트남 민주공화국]] 베트남의 국기
- 벨라루스의 국기, 벨로루시 소비에트 사회주의 공화국의 국기 (인민 공화국 시절에는 1918년 ~ 1919년 소련 SSR 시절에는 1919년 ~ 1951년 공화국 시절에는 1991년 ~ 1995년)
- [[파일:{{{국기그림-1921}}}|22x20px|border |사우디아라비아|링크=사우디아라비아]]    사우디아라비아의 국기
- 소련의 국기 (1923년 ~ 1991년)
- [[파일:{{{국기그림-1925}}}|22x20px|border |러시아 소비에트 연방 사회주의 공화국|링크=러시아 소비에트 연방 사회주의 공화국]] 러시아 SFSR의 국기 (1918년 ~ 1954년
- [[파일:{{{국기그림-1996}}}|22x20px|border |소말리아|링크=소말리아]] 소말리아의 국기
- 스웨덴의 국기
- 스위스의 국기
- [[파일:{{{국기그림-1542}}}|22x20px|border |스코틀랜드|링크=스코틀랜드]] 스코틀랜드의 국기
- 스페인의 국기 (문장을 제외한 국기)
- 싱가포르의 국기
- 아람 시리아의 국기
- 알바니아의 국기
- [[파일:{{{국기그림-왕국}}}|22x20px|border |예멘|링크=예멘]] 예멘의 국기 (1927년 ~ 1962년)
- 오스트리아의 국기
- 온두라스의 국기
- 우크라이나의 국기, 우크라이나 SSR의 국기 (인민 공화국 시절에는 1917년 ~ 1920년 소련 SSR 시절에는 1919년 ~ 1950년 공화국 시절에는 1991년 ~ 현재)
- 유럽기
- [[파일:{{{국기그림-1945}}}|22x20px|border |유엔|링크=유엔]] 유엔기
- 이스라엘의 국기
- 인도네시아의 국기
- 일본의 국기
- 잉글랜드의 국기
- 중화인민공화국의 국기
- 카자흐스탄의 국기
- 카타르의 국기
- 캐나다의 국기
- 콩고 민주 공화국의 국기 (1877년-1963년, 1997년-2006년)
- 키르기스스탄의 국기
- [[파일:|22x20px|border |튀르키예|링크=튀르키예]] 터키의 국기, 오스만 제국의 국기
- 통가의 국기
- 튀니지의 국기
- 파키스탄의 국기
- 팔라우의 국기
- 폴란드의 국기
- 프랑스의 국기 (1328년 ~ 16세기)
- 핀란드의 국기 (문장을 제외한 국기)
- [[파일:{{{국기그림-하마스}}}|22x20px|border |가자 지구|링크=가자 지구]] 하마스의 국기
- [[파일:{{{국기그림-한반도}}}|22x20px|border |한국|링크=한국]][[파일:{{{국기그림-통합}}}|22x20px|border |한국|링크=한국]] 한반도기
- 홍콩의 기

## 3색
삼색기 참조
- 가봉의 국기
- 그리스의 국기 (1833년 ~ 1924년, 1935년 ~ 1973년)
- 기니의 국기
- 나우루의 국기
- 나치 독일의 국기 (1933년 ~ 1945년)
- [[파일:{{{국기그림-1581}}}|22x20px|border |네덜란드|링크=네덜란드]][[파일:{{{국기그림-1630}}}|22x20px|border |네덜란드|링크=네덜란드]] 네덜란드의 국기
- 네팔의 국기
- 노르웨이의 국기
- 뉴질랜드의 국기
- 니제르의 국기
- 독일의 국기
- 라오스의 국기
- 라이베리아의 국기
- 러시아의 국기
- 레바논의 국기
- 로마 공화국의 국기 (1798년 ~ 1800년, 1849년)
- 로자바의 국기
- 루마니아의 국기
- 루카 피옴비노 대공국의 국기 (1805년 ~ 1809년)
- 룩셈부르크의 국기
- 리투아니아의 국기
- 마다가스카르의 국기
- 마셜 제도의 국기
- 마카오의 국기
- 말라가시 보호령의 국기 (1885년 ~ 1896년)
- 말라위의 국기
- 말리의 국기
- 몰디브의 국기
- 몽골의 국기 (1911년, 1945년 ~ 1992년, 1992년 ~ 현재)
- 미국의 국기
- 바하마의 국기
- 벨기에의 국기
- 부룬디의 국기
- 세르비아 몬테네그로의 국기
- 아이슬란드의 국기
- 아일랜드의 국기
- 앙골라의 국기
- 영국의 국기
- 오스트레일리아의 국기
- 이탈리아의 국기
- 조선민주주의인민공화국의 국기
- 중화민국의 국기
- 체코의 국기
- 콩고 공화국의 국기
- 콩고 민주 공화국의 국기
- 프랑스의 국기

## 4색
- 가나의 국기
- 기니비사우의 국기
- 대한민국의 국기
- 레소토의 국기
- 리히텐슈타인의 국기
- 말레이시아의 국기
- 범아랍색을 사용한 국기들
  - 구 북예멘과 남예멘의 국기
  - 리비아의 국기
  - 서사하라의 국기
  - 소말릴란드의 국기
  - 수단의 국기
  - 시리아의 국기
  - 아랍에미리트의 국기
  - 요르단의 국기
  - 이집트의 국기
  - 이라크의 국기
  - 쿠웨이트의 국기
  - 팔레스타인 자치 정부의 국기
- 브라질의 국기
- 브루나이의 국기
- 상투메 프린시페의 국기
- 에리트레아의 국기
- 에티오피아의 국기
- 인도의 국기
- 카보베르데의 국기
- 탄자니아의 국기
- 토고의 국기
- 파푸아 뉴기니의 국기
- 핀란드의 국기 (문장을 포함한 국기)
- 필리핀의 국기

## 5색
- 나미비아의 국기
- 모잠비크의 국기
- 세이셸의 국기
- 에스와티니의 국기
- 중앙아프리카 공화국의 국기
- 코모로의 국기
- 포르투갈의 국기

## 6색
- 남수단의 국기
- 남아프리카 공화국의 국기
- 무지개기 - 현재 판
- 올림픽기
- 프랑코포니의 기

## 7색
- 크로아티아의 국기
- 아이티의 국기
- 도미니카 연방의 국기
- 무지개기 - 옛 판

## 8색
- 코스타리카의 국기
- 적도 기니의 국기
- 과테말라의 국기
- 피지의 국기
- 무지개기 - 첫 번째 판

## 9색 이상
- 벨리즈의 국기